# The Owl Service (группа)
The Owl Service — английский альтернативный фолк-музыкальный коллектив, образованный в 2006 году мультиинструменталистом Стивеном Полом Коллинзом (который руководил группой на протяжении всего ее существования), названный в честь романа Алана Гарнера 1967 года.

## История
The Owl Service был задуман изначально как студийный сольный проект Стивена Коллинза, но в процессе работы над первым релизом (Wake the Vaulted Echo EP) в 2006 он почувствовал, что нуждается в помощи по части вокала. Это привело к сотрудничеству с Rebsie Fairholm (пела на дебютном EP, а затем лишь раз ненадолго появилась на записи вместе с группой на Bitter Night EP в 2008) и Dom Cooper из The Straw Bear Band, который оставался в The Owl Service до марта 2012, будучи вокалистом, автором песен и координируя визуальное оформление релизов группы. The Wake EP была тепло встречена в психофолковых кругах и в 2007 году Коллинз получил предложение поучаствовать в ставшей культовой компиляции «John Barleycorn Reborn» лейбла Cold Spring. Для этого сборника Стивен записал свою версию народной песни «The North Country Maid» вместе с сессионной вокалисткой Rachel Davies, немного измененная версия этого трека вошла затем в дебютный альбом группы. В том же 2007, в процессе записи дебютного полноформатного альбома к The Owl Service присоединились две вокалистки, Jo Lepine из Рочестера и Diana Collier из Ли-он-Си (кстати, это родной город самого Коллинза).
Дебютный альбом группы, получивший название A Garland of Song (Гирлянда из песен) был выпущен в июле 2007 на собственном микро-лейбле Коллинза Hobby-Horse тиражом в 100 экземпляров. В конце года коллектив начал сотрудничество с английским независимым лейблом Southern Records. Оставаясь до сих пор студийным проектом, группа была приглашена на разогрев к знаменитой английской фолк-исполнительнице Lisa Knapp на ее концерте в фолк-клубе Magpie’s Nest в Инслингтоне в октябре 2008. The Owl Service до тех пор ни разу не показывались на публике, но предложение было слишком привлекательным. Решение сыграть на концерте вызвало необходимость расширить лайн-ап для полноценного живого выступления. Именно в этот период Nancy Wallace (из The Memory Band) стала полноценным и постоянным участником группы.
В июне 2008 на Southern Records вышло переиздание «Гирлянды из песен» в формате CD и LP, а уже через месяц на лейбле Static Caravan label свет увидел новый EP «The Fabric of Folk», записанный вместе с Alison O’Donnell, бывшей участницей культовых Mellow Candle. С тех пор в группе устоялся основной состав для живых выступлений, состоящий из семи человек, считая Jason Steel (с гитарой, банджо и на вокале), а также Katie English. The Owl Service продолжал сотрудничать с Southern Records до конца 2009 года, и их второй полноформатный альбом The View From a Hill (Вид с вершины холма) был выпущен на Rif Mountain 1 мая 2010 года. В его записи участвовал и среди прочих Joolie Wood из Current 93 и Элисон О’Доннелл. Новый альбом получил высокие оценки критиков, в частности журналов Mojo, Uncut, fRoots и даже получил получил большую полосу в The Sunday Times. The View From a Hill также побывал на одной из крупнейших британских радиостанций BBC Radio 2 в шоу Майка Хардинга и Марка Рэдклифа.
В декабре 2011 группа выпустила на семидюймовом виниле в качестве сингла традиционную балладу Red Barn Murder. Затем в 2012 последовала семидюймовка под названием There Used to be a Crown, содержащая кавер-версии четырех песен Tom Rapp/Pearls Before Swine.
В начале 2012 Стивен Коллинз расстался с Rif Mountain и отправил The Owl Service в бессрочный отпуск. Незамедлительно он начал работать сразу над двумя проектами: Greanvine (дуэт с бывшей вокалисткой TOS Diana Collier, играющий традиционные песни в замысловатых электронных аранжировках), а также над Country Parish Music (проект, похожий по звучанию на TOS). Кроме того, он основал свой новый лейбл, получивший название Stone Tape Recordings (в честь телепостановки Nigel Kneale 1972 года). В октябре 2012 STR переиздал «Гирлянду из песен» в новой аранжировке и с шестью бонусными треками.
В октябре 2013 Коллинз публично заявил, что уже ведется работа над новым альбомом The Owl Service, к тому же группа была намерена возобновить живые выступления впервые за 18 с лишним месяцев. Помимо самого Коллинза в оригинальный состав вернулись только Jo Lepine, Diana Collier и Nancy Wallace. Также к ним присоединилась Элисон О’Доннелл для исполнения совместно записанных двух треков для The Fabric of Folk. В октябре 2014, приуроченный к Хэллоуину, увидел свет первый релиз The Owl Service, начиная с 2012 года. Это был небольшой EP с кавер-версиями песен Глена Данцига.
В конце 2014 года, выпустив 18 релизов, лейбл Stone Tape Recordings был официально закрыт. Коллинз объяснил это тем, что заботы о лейбле отвлекали его от подготовки нового полноформатного The Owl Service. В январе 2015 Коллинз подтвердил еще раз, что грядет полностью новая пластинка его основного проекта и назвал примерную дату релиза — лето 2015. Альбом получил название His Pride. No Spear. No Friend и заметно отличался по стилистике от ранних работ The Owl Service. Альбом по-прежнему основан на народных песнях, но звучание далеко ушло от аутентичного. Он был фолком только по текстовому содержанию, не по музыкальному. Альбом вышел 31 октября 2015 года на лейбле HORN. В него вошли 9 треков общей продолжительностью 37 минут. Оставшийся материал (5 треков) Стивен Коллинз обещал выпустить в 2016 в виде EP.
6 июня 2016 года Стивен Коллинз заявил о роспуске коллектива. Причиной стал катастрофически низкий интерес к альбому His Pride. No Spear. No Friend, чье издание даже не окупилось. Все страницы и веб-сайты группы также были удалены. По словам Коллинза, он собирался продолжить работу над проектом «Flypapers».
После 5 лет молчания Коллинз вернулся, чтобы возродить группу в июне 2021 года. Новый EP Rise Up Rise Up был выпущен на странице группы Bandcamp 6 июня 2021 года, одновременно с этим было объявлено о проекте нового альбома.
16 марта 2023 спустя 5 лет молчания вышел альбом English Country Music. После возрождения коллектива в марте 2021 года лидер The Owl Service Стивен Коллинз решил, что пришло время всецело принять свою позицию «аутсайдера» с новым звучанием, которое сочетает традиционные народные песни с явно нетрадиционной музыкальной аранжировкой.
В альбоме English Country Music (эксклюзивный релиз для проекта FPG Sounds от Southend’s Focus Point Gallery) Коллинз соединил традиционные народные песни, собранные в его родном Эссексе, с музыкой, которая больше всего повлияла на него за последние 3 десятилетия. Этот сборник отражает его желание исследовать музыкальное наследие с точки зрения лица воспитанного в бетонном современном городе без присутствия элементов традиционного уклада, поэтому музыкальные мотивы альбома берут истоки в основном из жанров, неразрывно связанных с миром урбанизма.

## Дискография

### EP
- Wake the Vaulted Echo (CD-r) (2006) (Hobby-Horse)
- Cine (CD-r) (2006) (Hobby-Horse)
- Cine (The Director’s Cut) (CD) (2007) (Static Caravan)
- The Fabric of Folk (CD) (2008) (Static Caravan)
- The Bitter Night EP (Lathe-cut 7") (2008) (Hobby-Horse)
- The Fabric of Folk (12") (2009) (Midwich)
- Tigon Session (CD-r) (2009) (Midwich)
- The Burn Comes Down (CD) (2010) (Rif Mountain)
- All Things Being Silent (7") (2011) (Rif Mountain)
- There Used to be a Crown (7") (2012) (Hobby-Horse)
- Bare Ghosts (CD-r) (2013) (Stone Tape Recordings)
- Three Inverted Nines (CD-r) (2014) (Horn Records)
- Jean (CD-r) (2015) (Horn Records)
- The Fabric of Folk (redux edition) (CD-r) (2015) (Horn Records)
- Tracing Patterns (CD-r) (2016) (Horn Records)
- Rise Up Rise Up (CD-r) (2021) (Hobby-Horse)

### Альбомы
- A Garland of Song (original) (CD-r) (2007) (Hobby-Horse)
- A Garland of Song (reissue) (CD & LP) (2008) (Southern Records)
- The View From a Hill (CD) (2010) (Rif Mountain)
- Garland Sessions (CD) (2012) (Stone Tape Recordings)
- His Pride. No Spear. No Friend. (CD & LP) (2016) (Horn Records)
- English Country Music (CD) (2023) (Hobby-Horse/To Everybody)

### Сборники
- The Petrifying Well (CD-r) (2008) (Midwich)
- The Pattern Beneath The Plough Parts 1 + 2 (2xCD) (2011) (Rif Mountain) — 2 CDs; CD 1 = The Burn Comes Down plus 7 bonus tracks; CD2 = The View From A Hill plus 2 bonus tracks
- She Wants to be Flowers But You Make Her Owls (Data DVD) (2012) (Stone Tape Recordings) — data DVD containing every Owl Service release
- She Wants to be Flowers But You Make Her Owls (reissue) (Data DVD) (2014) (Horn Records) — data DVD containing every Owl Service release and 17 track CD compilation
- The Wolf in Every Mind (Data DVD) (2016) (Horn Records) — updated version of «She Wants to Be Flowers» on data DVD and download
- Swearing on the Horns (2xCD) (2021) (Hobby-Horse) — collection of 7 out-of-print EPs + 2 compilation only tracks